# Калина Георгій Платонович
Калина Георгій Платонович (20.04 (03.05). 1902, Саратов, Росія – 30.10.1990, Москва, РФ) – радянський мікробіолог, епідеміолог, доктор медичних наук (1935), професор (1940).

## Життєпис
Народився в багатодітній родині інженера. У 1919 р. закінчив Самарське комерційне училище і того самого року вступив до консерваторії. Незабаром вирішив припинити навчання в консерваторії і  вступив на медичний факультет Самарського державного університету. У 1922 р. продовжив навчання на медичному факультеті Ташкентського державного університету, але в 1923 р. у зв’язку з переїздом перевівся на медичний факультет Іркутського державного університету, який закінчив з відзнакою у 1925 р.. Після закінчення університету працював лікарем у містах Чита, Хабаровськ та Зима. В січні 1926 р. Г. П. Калина перейшов на роботу до медичної служби Забайкальської залізниці на посаду завідувача санітарно-гігієнічної лабораторії. 
У 1926 р. народний комісаріат охорони здоров’я СРСР призначив Г. П. Калину аспірантом мікробіологічної лабораторії Центрального науково-дослідного інституту епідеміології та мікробіології (Москва). У цьому ж році був переведений в аспірантуру при кафедрі мікробіології, вірусології, епідеміології та імунології Першого Ленінградського державного медичного інституту. У 1928 р. закінчив аспірантуру і згодом за конкурсом був обраний завідувачем чумного відділу Узбецького науково-дослідного санітарно-бактеріологічного інституту. У 1929 р. організував та очолив протиепідемічну експедицію з вивчення чуми в Середній Азії. У 1930 р. Г. П. Калина розпочав педагогічну діяльність на посаді асистента кафедри мікробіології, вірусології та епідеміології Середньоазіатського державного медичного інституту ім. В. М. Молотова (Ташкент). У 1931 р. був призначений доцентом курсу епідеміології того ж самого інституту. У 1932-1933 рр. Г. П. Калина працював завідувачем кафедри епідеміології Куйбишевського медичного інституту і одночасно займав посаду завідувача епідеміологічного відділу Середньоволзького крайового науково-дослідного інституту епідеміології і гігієни. У 1933 р. зайняв посаду завідувача кафедри мікробіології, вірусології, епідеміології та імунології Архангельського медичного інституту, одночасно працював директором крайового Архангельського науково-дослідного санітарно-бактеріологічного інституту. У 1935 р. у 1-му Ленінградському медичному інституті захистив докторську дисертацію на тему «Чума в Середній Азії», у 1936 р. вийшла друком однойменна монографія.
У 1936 р. був обраний за конкурсом на посаду завідувача кафедри мікробіології Вінницького державного медичного інституту. Одним з напрямів його наукової роботи була мінливість мікроорганізмів, яка характеризується змінами в генотипі. Активний учасник художньої самодіяльності. 6 серпня 1938 р. Г. П. Калину було заарештовано і звинувачено у підготовці диверсій проти населення та органів державної влади. На початку червня 1939 р. вченому було пред’явлено звинувачення у причетності до створення японсько-німецької диверсійної групи. За вироком суду від 6 березня 1939 р. Г. П. Калина був засуджений до вищої міри покарання – розстрілу з конфіскацією належному йому майна. За ухвалою Верховного суду СРСР від 23 серпня 1939 р. вирок було відмінено, а справу направлено на додаткове розслідування. За постановою УНКВС Вінницької області від 22 грудня 1939 р. справу було припинено. Після звільнення в січні 1940 р. Г. П. Калина перейшов на роботу до Центрального науково-дослідного інституту епідеміології та мікробіології в Москві, в якому працював на посаді завідувача лабораторії дизентерійних інфекцій епідеміологічного відділу. У 1940 р. науковцю було присвоєне вчене звання професора за спеціальністю «епідеміологія». 
Упродовж 1941-1947 рр. був у рядах діючої Червоної армії. Керував протиепідемічною службою армії в Московській та Ленінградській битвах. Брав участь у протиепідемічному забезпеченні військ фронту у Виборзькій, Прибалтійській та в інших операціях в умовах бойової обстановки. Упродовж червня 1941 - травня 1942 рр. проходив службу армійським епідеміологом на Брянському і Волховському фронтах. В подальшому був начальником відділення санітарно-епідеміологічної лабораторії в складі Ленінградського та Волховського фронтів. У 1945 р. Г. П. Калина продовжив службу на посаді начальника епідеміологічного відділу санітарно-епідеміологічної лабораторії Центральної групи військ у військовій частині № 28850, яка дислокувалася в Австрії, Чехословаччині, Польщі, Угорщині та тимчасово в Югославії. Був нагороджений двома орденами Вітчизняної війни ІІ ступеня (1944, 1985), Червоної зірки (1942), медалями: «За оборону Москви» (1944), «За взяття Берліна» (1945), «За перемогу над Німеччиною у Великій Вітчизняній війні 1941-1945 рр.» (1945) та іншими державними нагородами.
У лютому 1947 — червні 1955 рр. очолював кафедру мікробіології Чернівецького державного медичного інституту і за сумісництвом працював заступником з наукової роботи новоствореного Чернівецького науково-дослідного інституту епідеміології та мікробіології. У 1949 р. очолив студентське наукове товариство Чернівецького медичного інституту і став його науковим керівником. 
У червні 1955 р. Г. П. Калину було призначено на посаду старшого наукового співробітника відділу розвитку живої речовини інституту експериментальної біології Академії медичних наук СРСР як обраного за конкурсом. Останнім місцем роботи вченого став Московський науково-дослідний інститут гігієни ім. Ф. Ф. Ерісмана, де близько 20 років він працював на посаді завідувача лабораторії санітарної мікробіології та ще понад 10 років науковим консультантом-професором лабораторії розробки методів дослідження навколишнього середовища. Г. П. Калина упродовж багатьох років був членом лабораторних рад Міністерства охорони здоров’я РРФСР і Міністерства охорони здоров’я СРСР, головою секції санітарної мікробіології лабораторної ради Міністерства охорони здоров’я  РРФСР, членом вчених рад Всесоюзного центру з проблем сальмонельозу та ешерихіозу, членом секції санітарно-харчової мікробіології проблемної комісії «Наукові основи гігієни харчування».
Пішов із життя Г. П. Калина 30 жовтня 1990 р. у Москві, де й похований.

## Наукова діяльність
Перші кроки у становленні Г. П. Калини як вченого були зроблені ще у студентські роки, коли він займався науковою працею на кафедрі бактеріології медичного факультету Іркутського університету під керівництвом професора О. І. Бронштейна та в лабораторії Іркутського протичумного центру. Під час навчання в інституті опублікував три наукові праці.
За рекомендацією академіка Д. К. Заболотного у 1928 році Г. П. Калина був обраний за конкурсом завідувачем чумного відділу Узбецького науково-дослідного санітарно-бактеріологічного інституту, де яскраво проявився його талант чумолога. Навесні та влітку цього року молодий науковець організував та очолив епідеміолого-бактеріологічну експедицію з обстеження та проведення протиепідемічних заходів у природних чумних вогнищах у Кизил-Кумській пустелі. Ретельне обстеження природного вогнища чуми дало можливість розробити стратегію й тактику проведення протиепідемічних заходів у небезпечному на той період природному вогнищі цієї хвороби. Восени 1928 р. Г. П. Калина брав активну участь у ліквідації вогнища легеневої форми чуми, яка спалахнула в північній Киргизії. Упродовж зими 1928-1929 рр. Г. П. Калина наполегливо вивчав збудника континентальної чуми та розробляв особливості епідеміології цієї хвороби в Узбекистані та Киргизії. Боровся також із спалахами легеневої чуми в Центральному Тянь-Шані в Казахстані. Г. П. Калина розробив та провів медико-організаційні та профілактичні заходи з локалізації осередків чуми, що сприяло ліквідації ряду природних чумних вогнищ в Узбекистані, Казахстані та Киргизії. Наукові розробки Г. П. Калини тривалий час були провідними в боротьбі з епідеміями чуми в природних вогнищах. 
У 30-х роках XX ст. в СРСР починає зароджуватися новий науковий напрямок – санітарна мікробіологія. Г. П. Калина був одним із тих науковців, хто сприяв її формуванню і зробив вагомий внесок у її розвиток.
На початку 1930-х рр. під час роботи у Куйбишевському медичному інституті проводив дослідження в галузі мікробіології та епідеміології, які на той час були пов’язані з актуальними проблемами практичної медицини краю, зокрема, Г. П. Калина брав участь в обстеженні бруцельозних вогнищ у Заволзьких степах Орської області .
У 1933-1934 рр. разом із колективом кафедри мікробіології, вірусології та епідеміології Архангельського медичного інституту займався проблемами охорони вод басейна ріки Північна Двіна. Одночасно, працюючи на посаді директора Північного крайового науково-дослідного санітарно-бактеріологічного інституту в Архангельську, заклав основи нормованого споживання води промисловими підприємствами і обґрунтував необхідність будівництва очисних споруд.
Під час роботи у Чернівецькому державному медичному інституті наприкінці 1940-х–на початку 1950-х років проводив значну наукову роботу, присвячену вивченню мінливості мікроорганізмів. З приходом професора Г. П. Калини на кафедру мікробіології Буковинська школа мікробіологів заявила про своє існування не тільки в Україні, а на всій території СРСР . Перебуваючи у Чернівцях, науковець започаткував перші наукові експериментальні дослідження на очолюваній ним кафедрі, зокрема, проблеми мінливості й спадковості провідних властивостей мікроорганізмів кишкової групи. В цей час вийшли друком монографії Г. П. Калини «Изменчивость патогенных микроорганизмов» (1949), «Вегетативная гибридизация и направленная изменчивость бактерий» (1952), «Развитие микробных клеток из доклеточного вещества» (1954). 
У 1949 р. в Чернівцях спалахнула важка епідемія сальмонельозу. Колектив кафедри на чолі з Г. П. Калиною першим виділив та ідентифікував збудника S. typhimurium та встановив джерело інфекції, яке не було описано до того часу. Спільно з науковцями кафедри мікробіології вчений займався вивченням етіології, патогенезу, клініки, діагностики, лікування, епідеміології та профілактики Буковинської геморагічної лихоманки.   
Під час роботи у Москві у 50-х–80-х роках ХХ ст. брав участь у розробці ефективних методів виявлення шкідливих компонентів в об’єктах навколишнього середовища. Зокрема, вивчаючи вплив антропогенного навантаження на водні об’єкти, провів детальні дослідження екології різних індикаторних і патогенних мікробів.
В цей період Г. П. Калина виконав детальні дослідження екології різних індикаторних і патогенних мікробів для оцінки ступеня впливу об’єктів навколишнього середовища з різним антропогенно-техногенним навантаженням на здоров’я населення. Багаторічний досвід дослідника дозволив Г. П. Калині внести нову ідею в розвиток проблеми санітарної мікробіології і передбачити механізми її реалізації. Основні засади цього дослідження знайшли відображення в книзі «Санитарная микробиология» (1969).
У 1960-х роках Г. П. Калина досліджував бактерії груп фекальних кишкових паличок. Вчений встановив, що існують виражені екологічні відмінності між видами R. mirabilis та R. vulgaris. Перший частіше міститься в господарчо-побутових стічних водах, а другий – в стічних водах харчової промисловості, які багаті на органічні речовини.       
Г. П. Калина розробив критерії оцінки індикаторних мікроорганізмів як показників біологічного забруднення середовища і чітко визначив поняття про фекальні кишкові палички. В дослідженнях вперше був застосований принцип комплексної характеристики якості об’єктів, який полягає у використанні кількох індикаторних мікроорганізмів, що дозволило виявити в кожній їх групі прямих індикаторів біологічного забруднення і непрямих показників забруднення середовища органічними речовинами тваринного походження. 
На початку 1970-х років Г. П. Калина багато уваги приділяв методам виявлення та кількісного обліку у зовнішньому середовищі патогенних ентеробактерій. Науковець обґрунтував і запропонував засоби конструювання як спеціалізованих, комплексних, так і універсальних середовищ, що забезпечують можливість виділення і кількісного обліку окремих груп мікроорганізмів, що мають значення в патології людини і тварин та характеризують показники санітарно-епідемічного стану досліджуваних об’єктів. Г. П. Калина створив методичні моделі виявлення та ідентифікації мікроорганізмів із об’єктів середовища проживання і від хворих таких родів як КІеbsіеllа, Асіnetоbасtеr, Аlcaligenes, Flavobacterium, Moraxella, Рseudomonas, Edwardsiella, Hafnia, Моrganella, Proteus, Providencia, Serratia, Shigella, Plesiomohas, Vibrio, Enterococcus та ін.
Великий успіх принесли дослідження вченого з виявлення та кількісного обліку сальмонел в поверхневих водах різних кліматичних зон, харчових продуктах, повітрі, ґрунті і визначення ролі цих об’єктів у поширенні серед людей і тварин гострих кишкових інфекцій. Дані про поведінку і виживаність сальмонел у воді відкритих водойм дозволили обґрунтувати можливість водного шляху зараження гострими сальмонельозними гастроентеритами. Крім того, науковець запропонував ефективну модифікацію магнієвого середовища для виділення і кількісного обліку сальмонел, що регламентується справжніми методичними документами при проведенні лабораторного контролю. Результати досліджень сальмонельозної інфекції були узагальнені в монографії «Сальмонеллы в окружающей среде» (1978). 
Г. П. Калина розробив гіпотезу третього чинника етіопатогенезу харчових інтоксикацій, в яких першочергове значення у виникненні токсикоінфекцій відводилося продуктам катаболізму мікроорганізмів в різних за складом харчових продуктах і визначалося рівнем ризику при вживанні інфікованих продуктів.
Великою заслугою Г. П. Калини є відкриття нового виду мікроорганізмів родини Vibrionaceae – Allomonasenterica (аломонад), а розробка методів виділення та ідентифікації цих мікробів дозволила обґрунтувати епідеміологічну значимість виявлення їх в навколишньому середовищі.
Одна за одною виходили друком монографії науковця: «Вегетативная гибридизация и направленная изменчивость бактерий» (1957), «Анатомия бактерий» (1960). Науковець переклав видання «Анатомия бактерий: Шестой симпозиум Общества общей микробиологии. Лондон, апрель 1956 г.: материалы временных коллективов», яке було надруковане в Москві у 1960 р. за його редакцією. У 1969 р. вийшов друком підручник «Санитарная микробиология» за редакцією Г. П. Калини та Г. Н. Чистовича.
Г. П. Калина створив чітку систему виділення та диференціації грамнегативних неферментуючих мікроорганізмів з об’єктів навколишнього середовища. Вчений розширив уявлення про багатомірність ніш при трактовці закону Гаузе стосовно прокаріот і запропонував методи просторового поділу конкуруючих асоціантів.
Г. П. Калина сформував школу санітарних мікробіологів. Ідеї вченого знайшли продовження в працях його учнів, які створили один з важливих напрямів сучасної гігієни – наукове обґрунтування мікробіологічних критеріїв оцінки епідемічної небезпеки та середовища проживання для населення і системи їх методичного забезпечення. Під його керівництвом захищено ряд докторських і кандидатських дисертацій. Г. П. Калина опублікував понад 250 наукових праць, зокрема 6 монографій, розробив ряд нормативно-методичних документів при оцінці безпеки середовища проживання населення, досліджував патогенні та умовно-патогенні мікроби, отримав 15 авторських свідоцтв на нові живильні середовища. 
Наукові праці Г. П. Калини не втратили своєї актуальності й дотепер, зокрема, в практичній мікробіологічній діяльності лабораторних служб. Його наукова і практична діяльність, боротьба за життя людей під час епідемій може служити прикладом для сучасних поколінь мікробіологів та практичних лікарів, в тому числі у боротьбі з епідеміями та пандеміями. Науковець зробив вагомий внесок у розвиток санітарної мікробіології. Настільними книгами для санітарних мікробіологів стали його посібники «Методы санитарно-бактериологических исследований внешней среды» та «Санитарная микробиология».

## Праці Г. П. Калини
1.    Калина Г. П. Чума в Средней Азии / Г. П. Калина. – Архангельськ, 1936. – 368 с. .  
2.    Калина Г. П. Изменчивость патогенных микроорганизмов / Г. П. Калина. – Киев: Госмедиздат УССР, 1949. – 156 с.
3.    Калина Г. П. Вегетативная гибридизация и направленная изменчивость бактерий / Г. П. Калина. –  Киев: Госмедиздат УССР, 1952. – 304 с. 
4.    Калина Г. П. Развитие микробных клеток из доклеточного вещества / Г. П. Калина. – Киев, Госмедиздат УССР, 1954. – 475 с.  
5.    Калина Г. П. Анатомия бактерий / Г. П. Калина. – М.: Медицина, 1960. – 197 с.
6.    Калина Г. П. Сальмонеллы в окружающей среде / Г. П. Калина. – М. Медицина, 1978. – 159 с.
7.     Методы санитарно-бактериологических исследований внешней среды. Под. общ. ред. Г. П. Калины. М. :“Медицина”, 1966. – 374 с. 
8.     Санитарная микробиология. Под ред. Г. П. Калины и Г. Н. Чистовича. – М. : Медицина, 1969. – 384 с.